# Maipú (Cile)
Maipú è un comune del Cile della provincia di Santiago. Si trova nella Regione Metropolitana di Santiago. Al censimento del 2002 possedeva una popolazione di 468.390 abitanti.
La città venne fondata il 16 febbraio 1821 e la regione su cui sorge fu teatro della battaglia di Maipú (5 aprile 1818).

## Società

### Evoluzione demografica
| Censimento del 1992 | Censimento del 2002 |
| 256.550 ab.         | 468.390 ab.         |